# Coupeville
Coupeville é uma cidade  localizada no estado norte-americano de Washington, no Condado de Island.

## Demografia
Segundo o censo norte-americano de 2000, a sua população era de 1723 habitantes.
Em 2006, foi estimada uma população de 1840, um aumento de 117 (6.8%).

## Geografia
De acordo com o United States Census Bureau tem uma área de
3,3 km², dos quais 3,3 km² cobertos por terra e 0,0 km² cobertos por água. Coupeville localiza-se a aproximadamente 31 m acima do nível do mar.

## Localidades na vizinhança
O diagrama seguinte representa as localidades num raio de 20 km ao redor de Coupeville.